# Xenostega ochracea
Xenostega ochracea là một loài bướm đêm trong họ Geometridae.